# Saison 4 d'Hercule Poirot
Chronologie
Saison 3 Saison 5
Cet article présente le guide des épisodes de la saison 4 de la série télévisée britannique Hercule Poirot (Agatha Christie's Poirot).

## Distribution
- David Suchet (VF : Roger Carel) : Hercule Poirot
- Hugh Fraser (VF : Jean Roche) : le Capitaine Arthur Hastings (épisode 1)
- Philip Jackson (VF : Claude d'Yd) : l'Inspecteur-chef James Japp

## Épisodes

### Épisode 1:A.B.C. contre Poirot
- Royaume-Uni : 5 janvier 1992

- Donald Sumpter (Alexander Bonaparte Cust)
- Donald Douglas (Franklin Clarke)
- Nicholas Farrell (Donald Fraser)
- Pippa Guard (Megan Barnard)
- Cathryn Bradshaw (Mary Drower)
- Nina Marc (Thora Grey)
- David McAlister (Inspecteur Glen)
- Vivienne Burgess (Lady Clarke)
- Ann Windsor (Miss Merrion)
- Michael Mellinger (Franz Ascher)
- Miranda Forbes (Mrs Turton)
- Peter Penry-Jones (Superintendant Carter)
- Lucinda Curtis (Mrs Marbury)
- Jeremy Hawk (Deveril)
- Allan Mitchell (Dr Kerr)
- Philip Anthony (docteur)
- Andrew Williamson (homme dans la bibliothèque)
- John Breslin (Mr Barnard)
- Clifford Milner (agent de police)
- Claude Close (sergent à Doncaster)
- Alex Knight (sergent à Andover)
- David Richard-Fox (sergent de Scotland Yard)
- Campbell Graham (Mr Downes)
- Gordon Salkilld (groom)
- Norman McDonald (Mr Strange)
- Jane Birdsall (infirmière)

Août 1936, Hastings est de retour en Angleterre après une longue absence. Poirot lui montre une lettre de défi d'un certain ABC qui lui donne rendez-vous à Andover le 21 du mois. Poirot craint le pire et en effet, Mrs Ascher est retrouvée morte à Andover. S'ensuit une correspondance des plus macabres où le meurtrier indique à chaque fois à Poirot le lieu et la date du prochain meurtre. Il semble que les meurtres ont lieu dans l'ordre de l'alphabet : Ascher à Andover, Barnard à Bexhill et Clarke à Churston. Et chaque fois le meurtrier laisse sur les lieux du crime un guide des chemins de fer ABC. La police recherche un fou, mais pour Poirot c'est l’œuvre de quelqu'un de bien plus méthodique. Le détective s’intéresse plus au troisième meurtre car le meurtrier s'est trompé d'adresse de destination dans la troisième lettre qui était arrivé en retard. 
- Franklin Clarke

### Épisode 2:La Mort dans les nuages
- Royaume-Uni : 12 janvier 1992

- Sarah Woodward (Jane Grey)
- Shaun Scott (Norman Gale)
- Cathryn Harrison (Lady Horbury)
- David Firth (Lord Horbury)
- Amanda Royle (Venetia Kerr)
- Richard Ireson (Inspecteur Fournier)
- Jenny Downham (Anne Giselle)
- Eve Pearce (Mme Giselle)
- Roger Heathcott (Daniel Clancy)
- Guy Manning (Jean Dupont)
- Gabrielle Lloyd (Elise)
- John Bleasdale (Mitchell)
- Harry Audley (Raymond Barraclough)
- Yves Aubert (employé de la compagnie aérienne)
- George Rossi (Zeropoulos)
- Nick Mercer (policier)
- Hilary Waters (réceptionniste)
- Hana Maria Pravda (concierge)
- Raymond Sawyer (employé de l'hôtel)
- Russell Richardson (officier d'état civil)

Hercule Poirot termine son séjour à Paris où il assiste à un match de tennis et y rencontre plusieurs personnes dont la jeune hôtesse de l'air Jane Grey et le couple Horbury dont la femme est harcelée par une vieille femme du nom de Mme Giselle. Dans un avion qui les ramène vers l'Angleterre après un séjour à Paris, Poirot s'endort. Bien dommage pour lui car pendant son sommeil Mme Giselle est tuée par un dard empoisonné. La victime était prêteuse sur gage qui avait beaucoup d'ennemis, les suspects ne manquent donc pas, même parmi les passagers: Lady Horbury (que la victime faisait chanter), Daniel Clancy (qui possède une sarbacane susceptible d'avoir été utilisée) et Jean Dupont (qui a beaucoup voyagé dans les pays exotiques d'où vient une fléchette susceptible d'être utilisée). Aidé de Jane Grey, l’hôtesse de l'air, Poirot va avoir du travail pour trouver le meurtrier... 
- Norman Gale

### Épisode 3:Un, deux, trois...
- Royaume-Uni : 19 janvier 1992

- Joanna Phillips-Lane (Gerda Grant)
- Peter Blythe (Alastair Blunt)
- Carolyn Colquhoun (Mabelle Sainsbury-Seale)
- Christopher Eccleston (Frank Carter)
- Karen Gledhill (Gladys Neville)
- Laurence Harrington (Henry Morley)
- Rosalind Knight (Georgina Morley)
- Sara Stewart (Jane Olivera)
- Helen Horton (Julia Olivera)
- Kevork Malikyan (Mr Amberiotis)
- Trilby James (Agnes Fletcher)
- Joe Greco (Alfred Biggs)
- Oliver Bradshaw (Mr Hendry)
- Jean Ainslie (Alison Hendry)
- Bruce Alexander (Albert Chapman)
- Mary Healey (Beryl Chapman)
- Tom Durham (Lionel Arnholt)
- John Carlin (Dr Bennett)
- George Waring	(1er coroner)
- John Warner (2d coroner)
- Ben Bazell (sergent Beddoes)
- Dawn Keeler (Mrs Pinner)
- Cassandra Holliday (réceptionniste)
- Stephen Bird (groom)
- John Peters (sergent)
- Nigel Bellairs (Mr Leatheran)
- Eileen Maciejewska (manageuse)
- Nicolas Brook (serveur)
- Keith Woodhams (employé de bureau)
- Mark Heal (agent de police)
- Chris Spicer (Claudio)
- Alan Penn (Antonio)
- Guy Oliver-Watts (Benedick)
- Emma Grey (fille à la marelle)
- Julie Smith (fille à la marelle)

Tout comme le commun des mortels, Hercule Poirot n'aime pas son dentiste. Mais apparemment quelqu'un l'aime encore moins puisqu'il meurt d'une balle dans la tête peu de temps après avoir soigné l'éminent détective et un banquier très influent, Alistair Blunt. Il se révèlera qu'il avait commis une erreur mortelle pour un de ses patients le jour même de sa mort ce qui rend l'hypothèse du suicide très probable. Mais pour Poirot, qui ne se contente jamais d'une solution simple, il s'agit d'un meurtre. Une semaine plus tôt, le banquier Alister Blunt a croisé l'actrice Mabelle Sainsbury-Seale fraichement revenue des Indes devant le dentiste. Cette dernière, vieille amie de son ex-femme Gerda qu'elle n'a pas vu depuis douze ans, retrouve son compagnon de voyage Mr Amberiotis à l'hôtel où elle lui parle de sa rencontre avec Mr Blunt avant d'aller retrouver son amie Gerda.
- Alastair Blunt et sa femme Gerda Grant